# Mallory Bechtel
Mallory Bechtel, född 26 november 1999 i The Woodlands i utkanten av Houston i Texas, är en amerikansk skådespelerska, som främst arbetar inom musikal och teater. Hon har medverkat i flera musikaler, bland annat i den Tony Award-vinnande Broadwaymusikalen Dear Evan Hansen. Hon har också medverkat i flera olika TV-serier och filmer, bland annat Pretty Little Liars: Original Sin från 2022 i rollen som tvillingsystrarna Karen och Kelly Beasley.

## Filmografi (i urval)

### Musikal/Teater
- 2018 – Rent
- 2018–2019 – Dear Evan Hansen

### Film
- 2018 – Hereditary
- 2021 – Know Fear

### TV
- 2018 – Law & Order: Special Victims Unit (TV-serie)
- 2020 – FBI: Most Wanted (TV-serie)
- 2022 – Pretty Little Liars: Original Sin (TV-serie)